# Leistungsgruppe
In Österreich gibt es für die Hauptfächer, die an Hauptschulen unterrichtet werden, drei unterschiedliche Leistungsgruppen. Dies ist im Bundesgesetz über die Ordnung von Unterricht und Erziehung in den im Schulorganisationsgesetz geregelten Schulen (Schulunterrichtsgesetz – SchUG) festgeschrieben.

## Allgemeines
Nach dem Besuch einer Volksschule können die Schüler zwischen zwei Schultypen wählen. Eine davon ist die Hauptschule. Diese bieten den Schülern eine grundlegende Allgemeinbildung und vermitteln ihnen die notwendigen Kenntnisse, die sie für einen Übertritt in eine Schulen der Sekundarstufe II benötigen. Der Besuch der Hauptschule umfasst einen Zeitraum von vier Jahren (Stufen 5 bis 8). Schüler der 1. Leistungsgruppe können auf die allgemeinbildende höheren Schule (AHS) wechseln. Die Hauptschule bietet keinen eigenen Abschluss.
Als die beste Leistungsgruppe kann die erste betrachtet werden, wobei sich das Schwierigkeitsniveau des Unterrichts mit ansteigender Leistungsgruppennummer senkt (d. h. nichts anderes: 1. L.-Gr. → „höchster“ Anspruch, 3. L.-Gr. → „niedrigster“ Anspruch). Übersteigt oder unterschreitet das Notenniveau eines Schülers während der Hauptschulzeit eine bestimmte Grenze, so wird er, entsprechend seinen Leistungen, höher oder tiefer gestuft. Die Schüler werden in den drei „Hauptgegenständen“ Deutsch, Mathematik und Englisch in Leistungsgruppen eingeteilt, wobei der Unterricht in der ersten Leistungsgruppe dem Niveau eines Gymnasiums entspricht. Diese Einteilungen entstanden in den 1980er Jahren und lösten die vorherige Einteilung in Klassenzüge ab.

## Ein- und Umstufung
Die Einstufung der Schüler in die Leistungsgruppen erfolgt nach einem vorgegebenen Beobachtungszeitraum, der dazu dient die individuelle Leistungs- und Lernfähigkeit des Schülers zu beurteilen. Dabei soll auf der Grundlage seiner Mitarbeit im Unterricht festgestellt werden, ob der Schüler den Anforderungen der jeweiligen Leistungsgruppe entspricht. Die Einstufung erfolgt durch eine Lehrerkonferenz derjenigen Lehrer, die in den Leistungsgruppen der betreffenden Pflichtgegenstände Unterricht erteilen werden. Der Schüler ist in diejenige Leistungsgruppe einzustufen, die am ehesten seinen Fähigkeiten entspricht. Ein Schüler sollte in eine nächsthöhere Leistungsgruppe eingestuft werden, wenn auf Grund seiner bisherigen Leistungen zu erwarten ist, dass er voraussichtlich den Anforderungen in der nächsthöheren Leistungsgruppe entsprechen wird. Zeigt sich hingegen, dass die Leistungsbeurteilung des Schülers im Laufe eines Schuljahres als „nicht genügend“ erkannt wird, sollte er in die nächstniedrigere Leistungsgruppe eingestuft werden. Erfolgt der Unterricht in einem Fach in Leistungsgruppen, so wird am Semesterende zur Beurteilungsnote ein Vermerk zur besuchten Leistungsgruppe eingetragen. Sollte es am Ende des jeweils ersten Semesters zu einer Umstufung in eine andere Leistungsgruppe kommen, so wird zusätzlich die neue Leistungsgruppe angegeben.